# Park Hae-il
Dans ce nom coréen, le nom de famille, Park, précède le nom personnel.
Pour les articles homonymes, voir Park.
Park Hae-il (hangeul : 박해일 ; RR : Bak Hae-il ; MR : Pak Hae-il) est un acteur sud-coréen, né le 26 janvier 1977 à Séoul.

## Biographie

### Jeunesse et formation
Park Hae-il naît le 26 janvier 1977, à Séoul. Jeune, il assiste à l'université de Namseoul, à Cheonan dans la région du Chungcheongnam.

### Carrière
Park Hae-il commence sa carrière au théâtre, depuis tout petit. En 2000, il reçoit le prix du meilleur acteur débutant dans une catégorie théâtrale au Baeksang Arts Awards, pour son rôle Cheongchun-yechan (« Ode à la jeunesse »).
En 2001, il obtient un rôle mineur dans Waikiki Brothers (와이키키 브라더스) de Yim Soon-rye.

### Vie privée
Le 11 mars 2006, il se marie avec sa petite amie de longue date, Seo Yoo-seon,, avec qui il a deux enfants.

## Filmographie
- 2001 : Waikiki Brothers (와이키키 브라더스) de Yim Soon-rye : Seong-woo, jeune
- 2002 : Who Are You (후아유) de Choi Ho : caméo
- 2003 : Scent of Love (국화꽃 향기) de Lee Jeong-wook : Seo In-ha
- 2003 : Jealousy Is My Middle Name (질투는 나의 힘) de Park Chan-ok : Lee Won-sang
- 2003 : Memories of Murder (살인의 추억) de Bong Joon-ho : Park Hyeon-gyoo
- 2004 : My Mother the Mermaid (인어공주) de Park Heung-sik : Kim Jin-gook
- 2005 : Rules of Dating (연애의 목적) de Han Jae-rim : Lee Yoo-rim
- 2005 : The Boy Who Went to Heaven (소년, 천국에 가다) de Yoon Tae-yong : Bae Ne-mo
- 2006 : The Host (괴물) de Bong Joon-ho : Nam-il
- 2007 : Skeletons in the Closet (좋지 아니한가) de Chung Yoon-chul : caméo
- 2007 : Paradise Murdered (극락도 살인사건) de Kim Han-min : Je Woo-seong
- 2008 : Modern Boy (모던 보이) de Jeong Ji-woo : Lee Hae-myeong
- 2009 : A Million (10억) de Jo Min-ho : Han Gi-tae
- 2009 : Good Morning, President (굿모닝 프레지던트) de Jang Jin : le jeune homme (caméo)
- 2010 : Moss (이끼) de Kang Woo-seok : Ryoo Hae-gook
- 2010 : Second Half (맛있는 인생) de Cho Sung-kyu : le réalisateur Bong
- 2011 : Shimjangi dwoenda (맛있는 인생) de Yoon Jae-keun : Lee Hwi-do
- 2011 : End of Animal (짐승의 끝) de Jo Sung-hee : le capitaine de baseball
- 2011 : War of the Arrows (최종병기 활) de Kim Han-min : Choi Nam-yi
- 2012 : Doomsday Book (인류멸망보고서) de Kim Jee-woon et Lim Pil-seong : la voix humaine (segment Heavenly Creature)
- 2012 : Eungyo (은교) de Jeong Ji-woo : Lee Jeok-yo
- 2012 : Dangerously Excited (나는 공무원이다) de Koo Ja-hong : caméo
- 2012 : The Winter of the Year was Warm (내가 고백을 하면) de Cho Sung-kyu : le critique (caméo)
- 2013 : Aging Family (고령화가족) de Cho Sung-kyu : Oh In-mo
- 2014 : Gyeongju (경주) de Zhang Lu : Choi Hyeon
- 2014 : Santa Barbara (산타바바라) de Cho Sung-kyu : la voix du journaliste (caméo)
- 2014 : Plus Nine Boys (아홉수 소년) de Yoo Hak-chan : un des victimes
- 2014 : Whistle Blower (제보자) de Yim Soon-rye : Yoon Min-cheol
- 2014 : My Dictator (나의 독재자) de Lee Hae-joon : Tae-sik
- 2015 : Love and... de Zhang Lu : l'électricien
- 2016 : Deok-hye ongju (덕혜옹주) de Hur Jin-ho : Kim Jang-han
- 2017 : The Fortress (남한산성) de Hwang Dong-hyeok : Info
- 2018 : High Society (상류사회) de Daniel H. Byun : Jang Tae-joon
- 2018 : Ode to the Goose (군산: 거위를 노래하다) de Zhang Lu : Yoon-yeong
- 2019 : The King's Letters (나랏말싸미) de Jo Cheol-hyeon : Monk Sin-mi
- 2021 : Heaven: To the Land of Happiness (헤븐: 행복의 나라로) d'Im Sang-soo : Nam-sik
- 2022 : Decision to Leave (헤어질 결심) de Park Chan-wook : Hae-joon
- 2022 : Hansan : La Bataille du dragon (한산: 용의 출현) de Kim Han-min : Yi Sun-sin

## Distinctions

### Récompenses
- Baeksang Arts Awards 2000 : meilleur acteur débutant pour le théâtre Cheongchun-yechan
- Pusan Film Critics Awards 2003 : meilleur acteur débutant pour Jealousy Is My Middle Name
- Chunsa Film Art Awards 2003 : meilleur acteur débutant pour Jealousy Is My Middle Name
- Korean Association of Film Critics Awards 2003 : meilleur acteur débutant pour Jealousy Is My Middle Name
- Director's Cut Awards 2003 : meilleur acteur débutant pour Jealousy Is My Middle Name
- Korean Film Awards 2003 : meilleur acteur débutant pour Jealousy Is My Middle Name
- Director's Cut Awards 2006 : meilleur acteur pour The Host[5]
- Grand Bell Awards 2011 : meilleur acteur pour War of the Arrows
- Blue Dragon Film Awards 2011 : meilleur acteur pour War of the Arrows

### Nominations
- Grand Bell Awards 2003 : meilleur acteur débutant pour Scent of Love
- Blue Dragon Film Awards 2003 : meilleur acteur débutant pour Jealousy Is My Middle Name
- Korean Film Awards 2003 : meilleur acteur en second rôle pour Memories of Murder[6]
- Korean Film Awards 2004 : meilleur acteur pour My Mother the Mermaid
- Blue Dragon Film Awards 2005 : meilleur acteur pour Rules of Dating
- Korean Film Awards 2005 : meilleur acteur pour Rules of Dating
- Baeksang Arts Awards 2006 : meilleur acteur pour Rules of Dating
- Baeksang Arts Awards 2012 : meilleur acteur pour War of the Arrows
- Grand Bell Awards 2014 : meilleur acteur pour Whistle Blower
- Blue Dragon Film Awards 2014 : meilleur acteur pour Whistle Blower
- Buil Film Awards 2014 : meilleur acteur pour Gyeongju